# HMS Coventry (F98)
La HMS Coventry (Pennant number F98), sesta nave da guerra britannica a portare questo nome, è stata una fregata Type 22 della Royal Navy. Costruita nei cantieri Swan Hunter, venne impostata il 29 marzo 1984, varata l'8 aprile 1986 ed entrò in servizio il 14 ottobre 1988. Radiata nel gennaio 2002, venne ceduta alla Forțele Navale Române l'anno successivo, entrando in servizio 9 settembre 2004 con il nome di Regele Ferdinand ed il pennant number F221.
Il nome Coventry è stato portato in passato da un incrociatore della classe C affondato durante l'operazione Daffodil nella seconda guerra mondiale, e poi da un cacciatorpediniere della Classe Type 42 affondato durante la guerra delle Falkland.

## Servizio

### Gran Bretagna
La nave ha prestato servizio nella Royal Navy partecipando al pattugliamento del nord Atlantico.

### Romania
L'acquisto della nave insieme alla sua gemella HMS London ha dato luogo ad uno scandalo internazionale in quanto si è poi appurato che sono state corrisposte tangenti in entrambi i paesi per avallare l'operazione; le due navi erano state vendute come rottame alla BAe per una cifra di £100.000 ognuna, e sarebbero state distribuite "commissioni" per 8 milioni di sterline mentre il Ministero della Difesa inglese era all'oscuro di tutto.
La nave, ribattezzata Regele Ferdinand in onore del Re di Romania Ferdinando I e dell'omonimo cacciatorpediniere della seconda guerra mondiale, ricopre il ruolo di ammiraglia della Flotta della Marina della Romania.

#### Immagini della nave dopo la cessione alla Romania

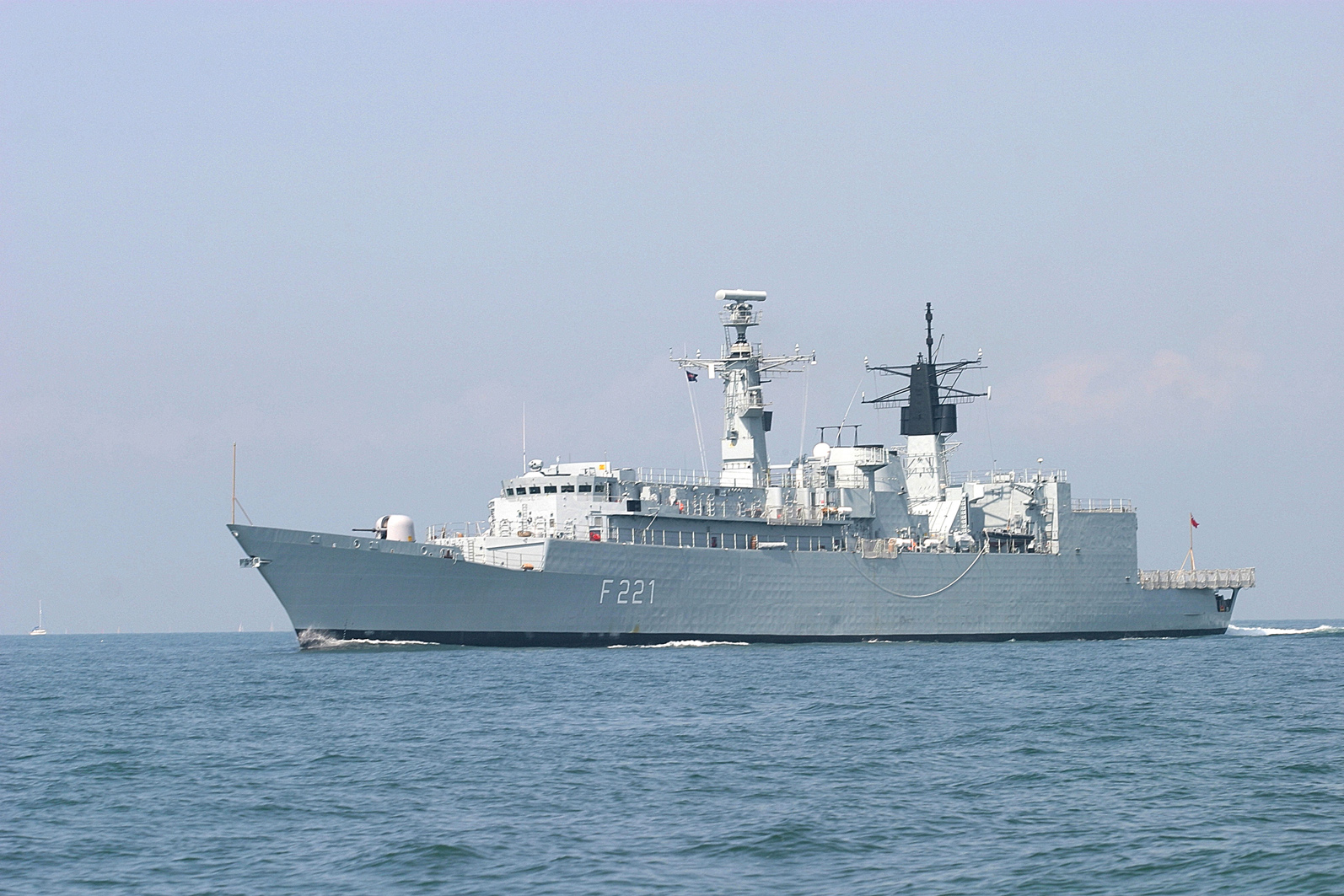
La nave nel 2004
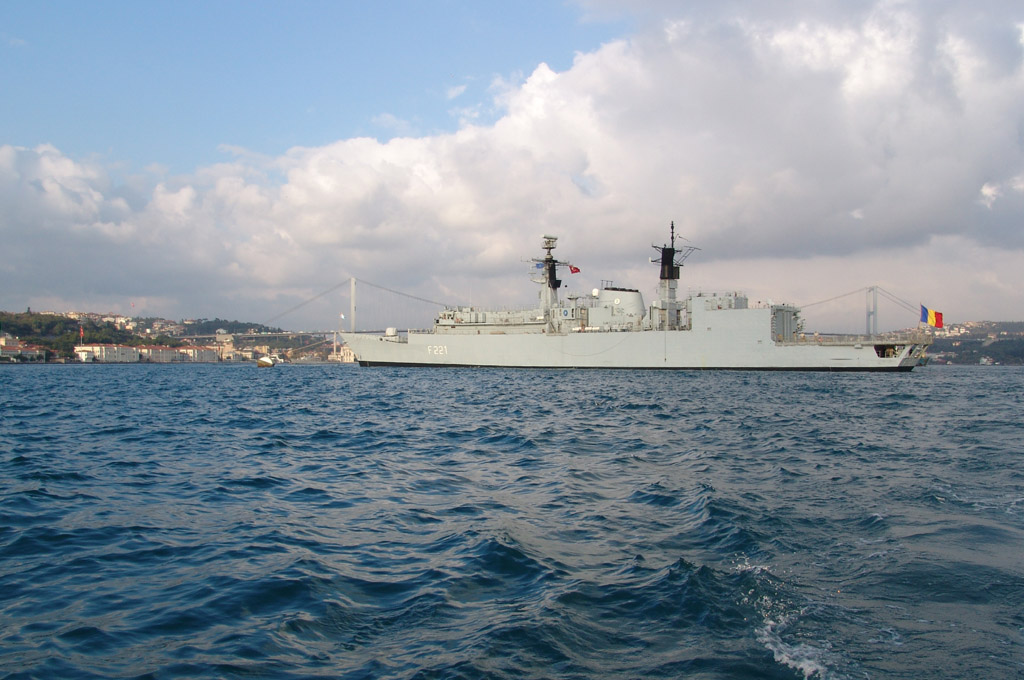
Nel 2007 a Istanbul
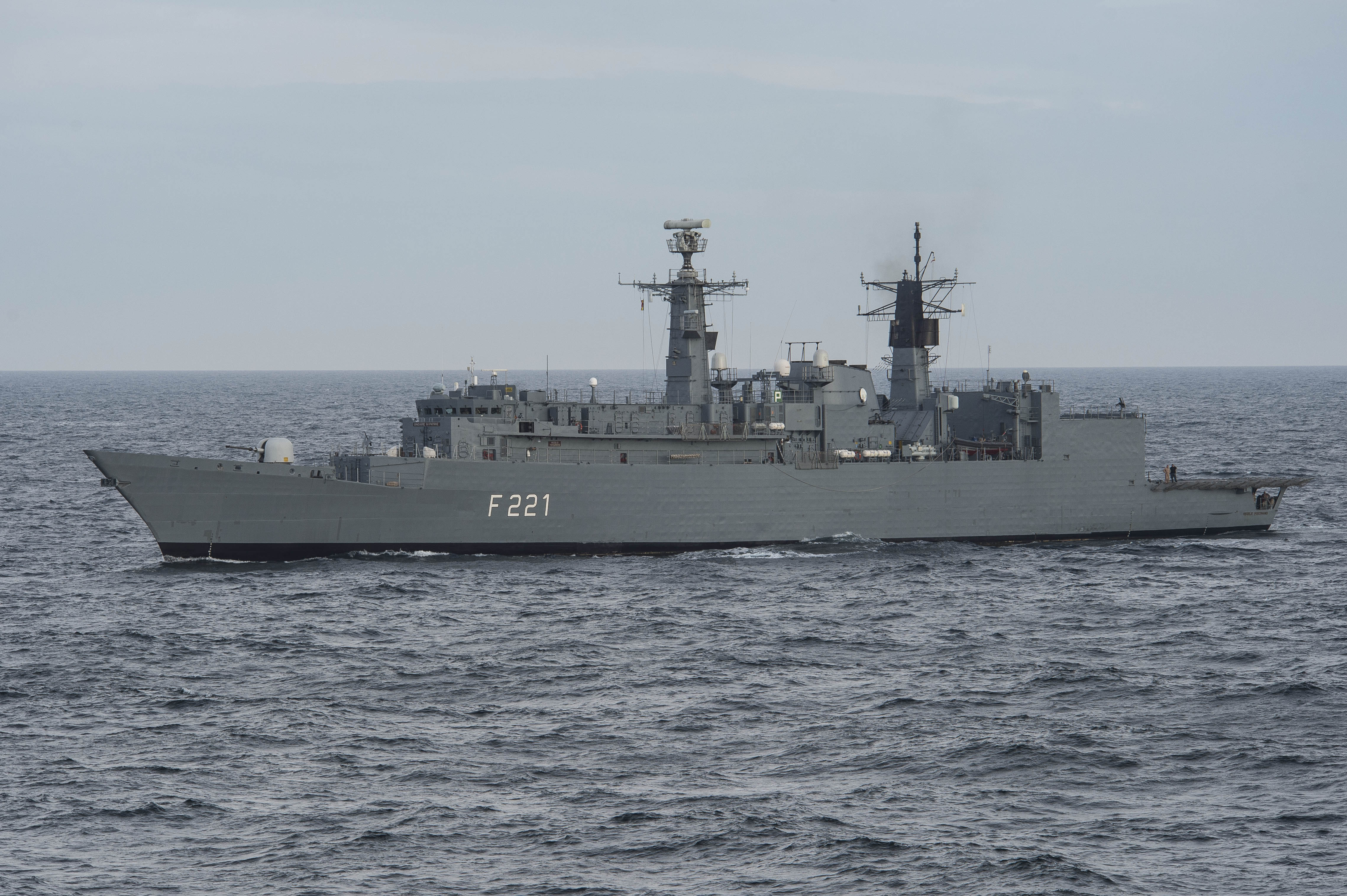
La nave nel 2014